# Reiholma
Reiholma är en ö i Finland. Den ligger i Finska viken och i kommunen Fredrikshamn i den ekonomiska regionen  Kotka-Fredrikshamn i landskapet Kymmenedalen, i den södra delen av landet. Ön ligger omkring 23 kilometer öster om Kotka och omkring 140 kilometer öster om Helsingfors.
Öns area är 0,3 hektar och dess största längd är 80 meter i nord-sydlig riktning. I omgivningarna runt Reiholma växer i huvudsak barrskog. Närmaste större samhälle är Fredrikshamn, 13,6 km nordväst om Reiholma.